# Cadbury plc

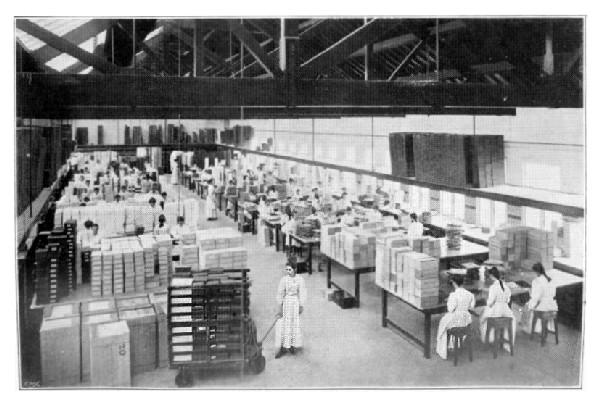
Inpakafdeling van de chocoladefabriek in Bournville

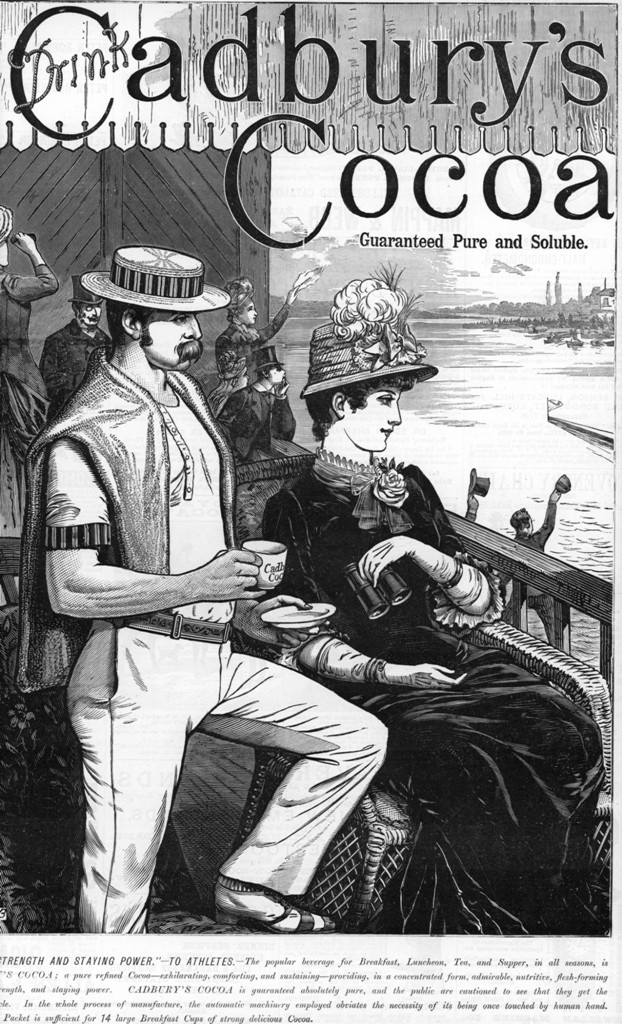
Advertentie uit 1885

Cadbury is een Britse zoetwarenfabrikant, die onderdeel is van Mondelēz International. Het hoofdkantoor is gevestigd in Londen.

## Geschiedenis

### Voorlopers

#### Cadbury
In 1824 begon John Cadbury (1801-1889) met het verkopen van thee en in Bull Street in Birmingham. Al snel volgden cacao en chocolademelk, die hij zelf bereidde. Zijn broer Benjamin kwam erbij en het familiebedrijf werd Cadbury Brothers of Birmingham. In 1850 werd de invoerheffing op cacaobonen verlaagd en de vraag nam sterk toe. In 1861 verliet John Cadbury het bedrijf, hij kampte met een slechte gezondheid en ging met pensioen. Zijn zonen George (1839–1922) en Richard (1835–1899) namen de cacaofabriek over.
In 1879 werd een nieuwe grote fabriek geopend in Bournville, een buitenwijk van Birmingham. In 1899 stierf Richard Cadbury, hij was 63 jaar oud. Het bedrijf werd een besloten vennootschap, Cadbury Brothers Limited. Dertien jaar later werd het een naamloze vennootschap. In 1913 volgde een tweede fabriek in Gloucestershire. De groei ging door, nieuwe producten werden geïntroduceerd en in 1938 werkten er alleen al in de fabriek in Bournville al 10.000 werknemers.

#### Schweppes
De in Zwitserland wonende Duitse juwelier (horlogemaker) Jacob Schweppe patenteerde in 1783 een eigen methode om water met koolzuur te verrijken. Samen met de Nederlander Henri Albert Gosse, Jacques Paul en diens zoon Nicolas begon Schweppe in 1790 in Zwitserland een mineraalwaterfabriek. Nicholas Paul ontwierp voor het water een rond flesje dat niet rechtop kan staan. Hierdoor droogt de kurk niet uit. 
Omdat het water vooral in Engeland populair bleek, begon Schweppe in 1798 onder de naam Schweppes & Co een eigen mineraalwaterfabriek in dat land. Het spul werd soda water genoemd, maar in 1834 werd het bedrijf overgenomen door John Kemp-Welch en William Evill. Deze twee heren zorgde voor een uitbreiding van het productassortiment zoals onder andere frisdrank met een smaakje (limonade). Een kleine twee jaar later kregen deze heren een certificaat, als erkende hofleverancier van de nieuwe koningin, Victoria. In 1870 produceerden zij ook de dranken tonic en ginger ale. Het drankje tonic bevatte kinine, dit was een goed middel tegen malaria. Daarom was het drankje vooral bij de Britten die in India verbleven zeer populair. Tegenwoordig zijn de hoeveelheden kinine in de tonic te gering om nog enige geneeskundig effect te hebben, maar wordt dit nog altijd toegevoegd voor de smaak.
Ondertussen bleef Schweppes maar groeien, en daarom opende zij in het jaar 1877 haar eerste fabriek in Sydney, Australië en in 1884 opende zij ook een fabriek in Brooklyn, New York. John Kemp-Welch stierf in 1885. Daarop werd Schweppes in 1886 een publieke naamloze vennootschap. In 1957 werd de - eveneens kinine-houdende - drank Bitter lemon geïntroduceerd.

## Cadbury Schweppes
De twee bedrijven fuseerden tot Cadbury Schweppes in 1969. Schweppes werd geleid door Harold Watkinson en hij realiseerde zich dat zijn bedrijf te klein was om het op te kunnen nemen tegen de grote Amerikaanse concurrenten. Cadbury, onder leiding van Adrian Cadbury, kampte met hetzelfde probleem. De twee gingen het gesprek aan en in januari 1969 bereikten ze overeenstemming. Schweppes kocht Cadbury door eigen aandelen Schweppes aan te bieden voor de aandelen Cadbury. De naam werd Cadbury Schweppes. Watkinson werd de voorzitter en Adrian Cadbury werd vice-voorzitter. De productie werd samengevoegd maar de voormalige bedrijven behielden hun eigen distributiekanalen.
In 1974 werd Adrian Cadbury de voorzitter. Hij richtte de aandacht op de Amerikaanse markt. In 1978 werd Peter Paul Inc. gekocht, een producent van zoetwaren, waarmee het een marktaandeel kreeg van 10% in de Verenigde Staten. In 1985 verbrak het de relatie met PepsiCo in het Verenigd Koninkrijk en ging intensief samenwerken met Coca-Cola dat beter werd verkocht. In 1986 kocht het voor US$ 230 miljoen de merken Canada Dry en Sunkist van RJR Nabisco. Deze laatste wilde de frisdranken kwijt vanwege de toegenomen concurrentie van PepsiCo en Coca-Cola. Cadbury Schweppes had na deze aankopen een marktaandeel van iets meer dan 5% in de Amerikaanse markt.
De Canadese activiteiten van Canada Dry werden al weer snel verkocht om de financiering van de aankoop van een aandelenbelang van 30% in Dr Pepper mogelijk te maken. In 1995 kreeg het Dr Pepper, die inmiddels was samengegaan met Seven Up, volledig in handen en had daarmee een marktaandeel van 17% in de Amerikaanse frisdrankmarkt bereikt.
In 2003 werd Adams overgenomen. Adams was een onderdeel van Pfizer die de zoetwarenactiviteit verkocht voor US$ 4,2 miljard. Na de overname werd Cadbury de grootste in de markt voor zoetwaren met een globaal marktaandeel van 9,7%, gevolgd op kleine afstand door Mars Inc. en Nestlé. Met kauwgom werd het de nummer twee, alleen Wrigley Company is groter. Adams telde ruim 11.500 medewerkers en had kauwgommerken als Trident, Dentyne en Bubblicious en Halls hoestpastilles en Certs pepermunt.
In 2007 realiseerde Cadbury Schweppes een omzet van 8 miljard pond sterling, waarvan 59% zoetwaren, 36% van de Amerikaanse drankactiviteiten en de overige 4% van diverse onderdelen. De nettowinst was £ 415 miljoen.

## Splitsing
In mei 2008 is Cadbury Schweppes gesplitst: in de Verenigde Staten vallen de drankactiviteiten onder Dr Pepper Snapple Group en in het Verenigd Koninkrijk de zoetwaren onder Cadbury plc.
Op 8 mei 2008 kreeg Dr Pepper Snapple Group een eigen beursnotering aan de New York Stock Exchange. In juli 2018 vond een fusie plaats met Keurig’ Green Mountain’s en de twee gaan samen verder onder de naam Keurig Dr Pepper. Als een gevolg van de fusie kwam de gecombineerde jaaromzet uit op US$ 11 miljard.
In 2010 werd Cadbury plc door Kraft Foods overgenomen. In januari 2010 bereikten de twee overeenstemming en Kraft Foods betaalde US$ 19 miljard voor het Britse bedrijf. In september 2009 bood Kraft nog US$ 16,7 miljard, maar dit werd door de Cadbury directie afgewezen. In oktober 2012 werd Kraft Foods opgesplitst en Cadbury werd onderdeel van Mondelez International.